# Elfensjón
Elfensjón (エルフェンシオン Erufenshion), Eigenschreibweise ELFENSJóN, ist ein im Jahr 2018 gegründetes Dōjin-Musik-Zirkel des Metal-Musikkomponisten Keisuke Kurose und der Mangaka Kachiru Ishizue.
Das Projekt wird von diversen Musikern aus der japanischen Independent-Szene (siehe Dōjin und Dōjin-Musik) bei den Produktionen unterstützt. Da Elfensjón keine klassische Band im eigentlichen Sinne ist, spielt das Projekt keine Konzerte.

## Geschichte
Das Dōjin-Musik-Zirkel Elfensjón wurde Mitte des Jahres 2018 von der Mangaka und Illustratorin Kachiru Ishizue und dem ehemaligen Asriel- und Uroboros-Musiker Keisuke Kurose gegründet. In einem im Februar des Jahres 2025 geführten Interview mit Jrocknews erklärte Keisuke Kurose, dass er Ishizue kennenlernte, als er noch bei Asriel aktiv war. Bei diesem Treffen kam die Idee einer zukünftigen Zusammenarbeit auf. Am Ende war es Ishizue, die den letzten Anstoß einer Kooperation gab. Bis ins Jahr 2017 war kein klares Konzept für das Projekt gefunden. Letztlich führte ihr gemeinsames Interesse an Dark Fantasy zur Konzeptfindung.
Das Duo wird von bekannten Musikern aus der Dōjin-Szene unterstützt, darunter von Sängerin okogeeechann von Adust Rain, Gitarristin Myu von Imy und Violinistin Yū. Die erste EP, Einherjar erschien bereits am 29. Dezember 2018. Im August des Folgejahres wurde mit Ash of Rouge eine Doppel-EP mit neun Titeln, die auf zwei CDs verteilt sind, veröffentlicht und auf der Comiket verkauft. Anfang 2020 erschien mit Veiled eine 4-Split-Single mit den Zirkeln Powerless, Imy und ViViX. Im September kündigte der Zirkel die Herausgabe ihres Debütalbums STYX für den 11. November 2020 an, welches als Doppel-CD in zwei Versionen erschienen ist.
Am 11. Oktober 2021 kündigte das Projekt auf YouTube in einem kurzen Ankündigungsvideo die Veröffentlichung ihres vierten Werkes, welches den Namen Ephemera trägt, für den Winter des Jahres 2021 an. Vier Wochen später erschien mit Thorn (棘 Toge) die erste Single mitsamt einem Lyrics-Video. Mit Witch of Abyss wurde am 23. November gleichen Jahres eine zweite Single veröffentlicht, in der YURiCa der titelgebenden Hexe ihre Stimme verleiht. Das Album selbst erschien am 24. Dezember 2021.
Am 15. November 2022 veröffentlichte das Musikprojekt mit Dawn den ersten Teil einer Single-Trilogie, die in einem monatlichen erscheinen soll. Die anderen beiden Titel der Trilogie heißen Eclipse und Magatsu yami ni utau. Die zweite Single Eclipse erschien am 22. Dezember. Nachdem die Produktion eines neuen Albums im Jahr 2023 angeteasert wurde, veröffentlichte das Projekt am 10. März 2024 das Lied Zenith und kündigten die Herausgabe des gleichnamigen Studioalbums für den darauffolgenden Monat an. Die Gruppe veröffentlichte am 2. April 2025 ihre Single Lueur Blanche mitsamt Musikvideo und kündigten für den 18. Juni gleichen Jahres die EP Anima an.

## Musik und Konzept
Elfensjón greifen in ihren Liedern, die allesamt auf Japanisch gehalten sind, fantastische Thematiken auf und kombinieren in ihrer Musik Rock, Metal und Djent miteinander. Aufgrund des Einsatzes von Anime-Einflüssen in ihren Musikvideos und den Illustrationen bezeichnet das Zirkel ihre Musik selbst als „Animecore.“ Der Zirkel arbeitete zudem mit Shufflebeats, zum Beispiel im Lied Phantom aus der Ash-of-Rouge-EP aus dem Jahr 2019. Für das im November des Jahres 2021 veröffentlichte Lied Toge greift das Projekt abermals auf Shufflebeats zurück.
Laut Tobias Dahs vom deutschen Online-Musikmagazin Powermetal.de drücken die verschiedenen Gastmusiker der Musik des Projektes ihren persönlichen Stempel auf. So wird beispielsweise der Opener des Mini-Albums Ephemera als eine Mischung aus J-Pop, Babymetal und symphonischen Tönen beschrieben, während der Rezensent in den Liedern Hrafntinna, Fallen und Undead Sin eine Alternative-Rock-Trilogie mit geradlinigen und nachvollziehbaren Songstrukturen erkennt. Laut Calder Dougherty von Heavyblogisheavy zeigt sich das Gitarrenspiel von internationalen Progressive- und Speed-Metal-Größen wie TesseracT, Periphery und DragonForce inspiriert. Dabei reicht das musikalische Repertoire von tränenrührenden Piano- und Gitarrenpassagen, djent-ähnliche Anime-Kracher bis hin zu großen Ragtime-Nummern, die Between the Buried and Me zur sofortigen Auflösung bringen könnten.
Die Lieder der Gruppe erzählen eine durchgehende Geschichte der Charaktere Astral, Elisia, Lilith, Seth und Alstroemeria, die teilweise in einer Beziehung zueinander stehen. So sind Astral und Elisia Geschwister und stammen aus dem Clan der Dämonen. Als Elisia ihren Bruder aus Eifersucht tötet wird dieser von Seth in der Unterwelt aufgegabelt. Seth, der die Seelen durch die Unterwelt geleitet, ist auf der Suche nach der Seele von Alstroemeria, um diese zu ihrem Körper zurückzubringen, obwohl dies gegen seine eigentlichen Aufgabe steht. Astral wird später auf Elisias Wunsch von der weißen Hexe als Unsterblicher in die Welt der Lebenden zurückgebracht. Die Handlung spielt in einem gemeinsamen fiktiven Universum ohne Namen. Keisuke Kurose sagte, dass Videospiele wie Dark Souls, Bloodborne und Diablo als Inspirationsquellen für dieses fiktive Universum dienen.
Im Bezug auf mögliche Konzerte des Projektes erklärte Kurose im Februar 2025, dass er gerne Auftritte mit Elfensjón absolvieren würde. Allerdings ergeben sich bereits aus konzeptueller Sicht Probleme, die schwer bis gar nicht lösbar seien. Zudem seien die Stücke des Projektes live sehr schwer zu spielen. Aus diesen Gründen hat Kurose bereits mehrfach Konzertanfragen für das Projekt abgelehnt.

## Beteiligungen an Medienproduktionen
Anfang Juni 2024 wurde bekannt, dass das Projekt eines von drei Künstlern ist, die ein Lied zur musikalischen Untermalung der Abspannsequenz der Fantasy-Animeserie Why Does Nobody Remember Me in This World? beisteuern werden. Die Musiker produzierten für den musikalischen Abspann das Stück Umbra. Eine Tonträgerveröffentlichung der gleichnamigen Single erfolgte am 25. September gleichen Jahres beim japanischen Musiklabel Fabtone.

## Weiteres
Lieder des Zirkels sind im Rhythmusspiel osu! spielbar.

## Diskografie

### Studioalben
| Jahr | Titel Musiklabel         | Höchstplatzierung, Gesamtwochen, AuszeichnungChartsChartplatzierungen (Jahr, Titel, Musiklabel, Platzierungen, Wochen, Auszeichnungen, Anmerkungen) | Anmerkungen                                                                                                 |
| Jahr | Titel Musiklabel         | JP | Anmerkungen                                                                                                 |
| ---- | ------------------------ | --- | --- |
| 2019 | Ash of Rouge Eigenverlag | — | Erstveröffentlichung: 12. August 2019 Mini-Album-Doppel-CD: Side Elisia (6 Titel) und Side Astral (3 Titel) |
| 2020 | STYX Eigenverlag         | — | Erstveröffentlichung: 11. November 2020 Doppel-CD                                                           |
| 2021 | Ephemera Eigenverlag     | — | Erstveröffentlichung: 24. Dezember 2021 Minialbum                                                           |
| 2024 | Zenith Eigenverlag       | — | Erstveröffentlichung: 10. April 2024 Doppel-CD                                                              |

### EPs
| Jahr | Titel Musiklabel        | Höchstplatzierung, Gesamtwochen, AuszeichnungChartsChartplatzierungen (Jahr, Titel, Musiklabel, Platzierungen, Wochen, Auszeichnungen, Anmerkungen) | Anmerkungen |
| Jahr | Titel Musiklabel        | JP | Anmerkungen |
| ---- | ----------------------- | --- | --- |
| 2018 | Einherjar Eigenverlag   | — | Erstveröffentlichung: 29. Dezember 2018                                                                                            |
| 2020 | Veiled Eigenverlag      | — | Erstveröffentlichung: 1. März 2020 Split-EP mit ViViX, Imy, Masahiro „Godspeed“ Aoki, Powerless ELFENSJóN mit Blancneige vertreten |
| 2020 | A.Namnesis Eigenverlag  | — | Erstveröffentlichung: 11. November 2020 Bonus-CD zu STYX Akustik-EP                                                                |
| 2023 | Reincarnate Eigenverlag | — | Erstveröffentlichung: 7. November 2023 Remake-Kompilation-EP                                                                       |
| 2025 | Anima Eigenverlag       | — | Erstveröffentlichung: 18. Juni 2025                                                                                                |

### Singles
| Jahr        | Titel Album                   | Höchstplatzierung, Gesamtwochen, AuszeichnungChartsChartplatzierungen (Jahr, Titel, Album, Platzierungen, Wochen, Auszeichnungen, Anmerkungen) | Anmerkungen |
| Jahr        | Titel Album                   | JP | Anmerkungen |
| ----------- | ----------------------------- | --- | --- |
| Independent |                               | | |
|             |                               | | |
| 2020        | Lunatic Mirage a STYX         | — | Erstveröffentlichung: 15. Dezember 2019                                                                                   |
| 2021        | Toge a Ephemera               | — | Erstveröffentlichung: 10. November 2021                                                                                   |
| 2021        | Naraku no majo a Ephemera     | — | Erstveröffentlichung: 24. November 2021                                                                                   |
| 2022        | Dawn a Zenith                 | — | Erstveröffentlichung: 16. November 2022                                                                                   |
| 2022        | Eclipse a Zenith              | — | Erstveröffentlichung: 22. Dezember 2022                                                                                   |
| 2023        | Magatsu Yami ni Utau a Zenith | — | Erstveröffentlichung: 25. Januar 2023                                                                                     |
| 2024        | Zenith a Zenith               | — | Erstveröffentlichung: 19. März 2024                                                                                       |
| 2025        | Lueur Blanche a Anima         | — | Erstveröffentlichung: 2. April 2025                                                                                       |
| Major       |                               | | |
|             |                               | | |
| 2024        | UMBRA Anima                   | — | Erstveröffentlichung: 25. September 2024 Musikalischer Abspann Why Does Nobody Remember Me in This World? (Episoden 9–12) |

## Videografie
| Jahr | Titel                | Art          | Link |
| ---- | -------------------- | ------------ | ---- |
| 2019 | Hexenjagd            | Visual       | Link |
| 2020 | Lunatic Mirage       | Visual       | Link |
| 2021 | Toge                 | Lyrics-Video | Link |
| 2021 | Naraku no Majo       | Lyrics-Video | Link |
| 2022 | Akatsuki o Hōmureba  | Lyrics-Video | Link |
| 2022 | Wiegenlied           | Visual       | Link |
| 2022 | DAWN                 | Visual       | Link |
| 2022 | ECLIPSE              | Visual       | Link |
| 2023 | Magatsu yami ni utau | Visual       | Link |
| 2024 | Zenith               | Visual       | Link |
| 2024 | Umbra                | Visual       | Link |
| 2025 | Lueur Blanche        | Lyrics-Video | Link |